# Вер, Обри де, 1-й граф Оксфорд
Обри де Вер III (англ. Aubrey de Vere; ок. 1130—26 декабря 1194) — английский аристократ, участник гражданской войны в Англии 1135—1154 годов на стороне императрицы Матильды и 1-й граф Оксфорд с 1141 года.

## Биография
Обри де Вер III был сыном Обри де Вера II, лорда-камергера Англии, и Аделизы де Клер. В 1137 году юного Обри женили на Беатрисе де Бурбур, графине де Гин, правительнице небольшого графства Гин к северу от Булони. Этот брак был аннулирован в 1141/1142 году, что повлекло утрату Гина.
В 1141 году после гибели отца Обри де Вер унаследовал его владения в Эссексе, Суффолке, Кембриджшире, Мидлсексе и ряде других графств Англии, а также должность лорда-камергера при королевском дворе. Императрица Матильда, захватившая весной 1141 года английский престол после пленения Стефана Блуаского в битве при Линкольне и заинтересованная в расширении своей опоры среди английского дворянства, летом того же года пожаловала молодому Обри де Веру титул графа Оксфорда. Хотя основные земельные владения де Веров находились в Эссексе и Кембриджшире, соответствующие титулы уже были заняты Жоффруа де Мандевилем и Генрихом Шотландским. По легенде, Матильда предложила на выбор титулы графов Оксфорда, Кембриджа, Беркшира, Уилтшира или Дорсета, и Обри остановил свой выбор на Оксфорде. После вступления на престол Генриха II, сына Матильды, в 1156 г. этот титул был подтверждён за Обри де Вером. Его потомки носили титул графов Оксфорда на протяжении почти шести веков.
В период гражданской войны в Англии 1135—1154 годов Обри де Вер оставался верным сторонником императрицы Матильды, однако активного участия в военных действиях не принимал. После завершения периода феодальной анархии и установления на английском престоле династии Плантагенетов, вдовствующая императрица Матильда неоднократно гостила в замке де Веров в Хедингеме, в Эссексе. На протяжении второй половины XII века Обри оставался в стороне от политической жизни страны. Известно, что он основал монастыри в Хедингеме и Иклтоне, Кембриджшир. В начале 1160-х годов Обри попытался развестись со своей третьей женой, Агнессой де Эссекс, однако получил отказ папы Александра III и был вынужден вернуться к совместной жизни. Скончался Обри де Вер в 1194 г.

## Браки и дети
- Первым браком (1137) женат на Беатрисе де Бурбур (около 1120—1142), графине де Гин, дочери Генриха де Бурбура и Сибиллы де Гин. Брак аннулирован в 1141/1142 году;
- Вторым браком (1152) женат на Ефемии (умерла в 1154), дочери Вильяма де Контело;
- Третьим браком (1162/1163) женат на Агнессе (умерла после 1206), дочери Генриха де Эссекса, лорда Райли. Их дети:
  - Обри де Вер IV (умер в 1214), 2-й граф Оксфорд;
  - Ральф де Вер (ум. до 1214);
  - Роберт де Вер (умер в 1221), 3-й граф Оксфорд;
  - Генри де Вер (умер до 1222);
  - Алиса де Вер, замужем за Жоффруа де Сеем.